# 滨江街道 (南通市)
滨江街道是中华人民共和国江苏省南通市海门区下辖的一个街道办事处。
2012年11月30日，江苏省人民政府批复同意将原海门镇大兴、兄弟、三和、三南、三江、新远、三圩、高店8个村委会和证大、滨江花园、和谊街3个居委会区域与沿江淡水养殖场、种羊场、畜禽良种繁殖场、棉花原种场所在区域合并，设立滨江街道办事处，办事处驻广州路999号。

## 行政区划
滨江街道下辖以下村级行政区划单位：
和谊街社区、高店村、三圩村、大兴村、三和村、兄弟村、三南村、三江村、新远村、证大社区、滨江花园社区、海门市海门港社区和海门市棉花场社区。